# Divín
Divín (in ungherese Devény, in tedesco Diwein) è un comune della Slovacchia facente parte del distretto di Lučenec, nella regione di Banská Bystrica.